# Chloe Bennet
Chloé Wang (em inglês: Chloe Wang), mais conhecida como Chloe Bennet (Chicago, 18 de abril de 1992), é uma atriz, modelo e cantora norte-americana. É mais conhecida por interpretar Daisy Johnson / Tremor na série de televisão Agents of S.H.I.E.L.D. (2013–2020) transmitida pelo canal americano ABC.  

## Biografia
Chloe Wang nasceu em 18 de abril de 1992, em Chicago, Illinois. É filha de Bennet Wang, um banqueiro de investimento, e Stephanie Crane, uma clínica geral.
Seu pai é sino-americano e sua mãe é anglo-americana. Chloe tem sete irmãos; três irmãos biológicos, dois adotivos afro-americanos, um mexicano-filipino e um irmão adotivo nascido em 2019. Ela frequentou a St. Ignatius College Prep.

## Carreira

### 2007–2011: Estreia na música e início da atuação
Em 2007, aos 15 anos, Bennet mudou-se para a China para seguir a carreira de cantora, sob seu nome de nascimento, Chloé Wang (汪可盈). Enquanto estava na China, Bennet morou com a avó paterna e estudou mandarim.  De volta aos Estados Unidos, ela lançou dois singles, ambos em 2011: "Uh Oh" e "Every Day in Between".
Em 2010, mudou-se para Los Angeles, Califórnia. Sua primeira aparição na tela foi como apresentadora da curta série de dança de verão do TeenNick, The Nightlife. Em 2011 ela apareceu no vídeo da música "Tonight" do grupo sul-coreano BIGBANG. Enquanto ia atrás de uma carreira de atriz em Hollywood, ela mudou seu nome para "Chloe Bennet", depois de ter problemas para agendar shows com seu sobrenome. De acordo com Bennet, usar o primeiro nome de seu pai, em vez de seu sobrenome, evita dificuldades em ser escalada como asiática-americana, respeitando seu pai.

### 2012–presente: Revelação
De 2012 para 2013, Chloe desempenhou um papel secundário recorrente na série dramática da ABC Nashville, como Hailey. Em dezembro de 2012 ganhou um papel regular na série Agents of S.H.I.E.L.D., que estreou em 24 de setembro de 2013. Bennet interpretou uma hacker conhecida como Skye, que revelou ser Daisy Johnson / Tremor na segunda temporada. Bennet recebeu o "Prêmio Visionário" da "East West Players", o teatro profissional de cores mais antigo dos Estados Unidos, em 21 de abril de 2017, em sua premiação anual. Ela dedicou seu prêmio "a todas as meninas que querem ser super-heroínas; sou apenas uma garota meio chinesa do lado sul de Chicago".
Em 2019, Bennet foi escalada para o papel principal como Yi no filme de animação Abominable. Ela apareceu no filme Valley Girl (2020), um remake musical jukebox do filme de mesmo nome de 1983, como Karen, a "Abelha Rainha". O filme foi originalmente agendado para lançamento em junho de 2018, mas foi adiado devido à controvérsia em torno de um de seus membros do elenco, Logan Paul.
Em março de 2021, foi escalada como Florzinha Utonium no piloto live action da CW, Powerpuff, ao lado de Dove Cameron como Lindinha e Yana Perrault como Docinho. No entanto, após a decisão do canal de refazer o episódio piloto e conflitos de agenda, Bennet deixou o projeto em agosto de 2021.

## Vida pessoal
Desde a infância, Chloe lida com transtorno do déficit de atenção e hiperatividade (TDAH), ansiedade e depressão.
Bennet descreveu a indústria americana de cinema e televisão como racista contra asiáticos-americanos e outras pessoas de ascendência asiática. Em uma entrevista de 2016, ela observou: "Oh, a primeira audição que fiz depois que mudei meu nome [de Wang para Bennet], fui contratada. Portanto, esse é um pequeno trecho bastante claro de como Hollywood funciona". Em setembro de 2017, depois que o ator Ed Skrein deixou seu papel como Major Ben Daimio no então filme Hellboy (2019), após uma reação negativa sobre o fato de Skrein, um ator branco, estar interpretando Daimio, um personagem nipo-americano dos quadrinhos do Hellboy, Bennet escreveu uma postagem deletada no Instagram, na qual aplaudia a decisão de Skrein e abordou suas próprias experiências como atriz de ascendência asiática em Hollywood, dizendo: "Mudar meu sobrenome não muda o fato de que meu SANGUE é meio chinês, que morei na China, falo mandarim ou que fui criada culturalmente americana e chinesa. Significa que tive que pagar meu aluguel, e Hollywood é racista e não me escalaria com um sobrenome que os deixasse desconfortáveis".

## Filmografia

### Filmes
| Ano  | Título                                       | Personagem                   | Notas          |
| ---- | -------------------------------------------- | ---------------------------- | -------------- |
| 2014 | Nostradamus                                  | Lane Fisher                  | Curta-metragem |
| 2015 | Tinker Bell and the Legend of the NeverBeast | Chase (voz)                  |                |
| 2018 | Marvel Rising: Secret Warriors               | Daisy Johnson / Tremor (voz) |                |
| 2019 | Abominable                                   | Yi (voz)                     |                |
| 2020 | Valley Girl                                  | Karen                        |                |
| 2020 | 5 Years Apart                                | Emma                         |                |
| 2023 | The Silk Road Rally                          | Shelby (voz)                 | pós-produção   |
| TBA  | Married by Mistake                           | Riley                        | Filmando       |

### Televisão
| Ano       | Título                            | Personagem                    | Notas                                                                |
| --------- | --------------------------------- | ----------------------------- | -------------------------------------------------------------------- |
| 2010      | The Nightlife                     | Ela mesma / Apresentadora     | 4 episódios; como Chloé Wang                                         |
| 2012      | Intercept                         | Tess                          | Piloto não vendido                                                   |
| 2012–2013 | Nashville                         | Hailey                        | 7 episódios                                                          |
| 2013–2020 | Agents of S.H.I.E.L.D.            | Skye / Daisy Johnson / Tremor | Principal; 136 episódios; Indicada – Choice Summer TV Actress (2019) |
| 2014      | The Birthday Boys                 | Verna                         | Episódio: "Love Date Hump"                                           |
| 2015      | Jake and the Never Land Pirates   | Swifty (voz)                  | Episódio: "Flight of the Feathers/Captain Hookity Hook"              |
| 2016      | Agents of S.H.I.E.L.D.: Slingshot | Skye / Daisy Johnson / Tremor | 3 episódios                                                          |
| 2018      | Marvel Rising: Initiation         | Daisy Johnson / Tremor        | Voz; 2 episódios                                                     |
| 2019      | Marvel Rising: Heart of Iron      | Daisy Johnson / Tremor        | Voz; Especial de televisão                                           |
| 2019      | Marvel Rising: Chasing Ghosts     | Daisy Johnson / Tremor        | Voz; Especial de televisão                                           |
| 2021      | Powerpuff                         | Florzinha                     | Piloto que não foi ar                                                |
| 2022      | Abominable and the Invisible City | Yi (voz)                      | Principal; 10 episódios                                              |

### Videoclipes
| Ano  | Título                      | Artista      | Ref.   |
| ---- | --------------------------- | ------------ | ------ |
| 2011 | "Tonight"                   | Big Bang     | [ 24 ] |
| 2011 | "Lose Control (Take a Sip)" | Chase Jordan |        |

## Discografia

### Singles
| Ano  | Título                    | Ref.  |
| ---- | ------------------------- | ----- |
| 2011 | "Uh Oh" (English Version) | [ 7 ] |
| 2011 | "Uh Oh" (Chinese Version) | [ 7 ] |
| 2011 | "Every Day in Between"    | [ 7 ] |